# Baumgartenschneid
De Baumgartenschneid is een berg in de Beierse Vooralpen, met een piek van 1448 meter boven zeeniveau. De berg ligt ten oosten van de Tegernsee, die vanaf de top goed zichtbaar is. In oostelijke richting heeft men uitzicht op de Wendelstein.

## Beklimming
De berg kan beklommen worden via een duidelijk bewegwijzerd wandelpad vanuit Tegernsee of Rottach-Egern, of anderzijds ook vanaf Schliersee, via een minder evident traject. Het meer Schliersee is op de berg evenwel niet te zien.
Op de westflank van de Baumgartenschneid bevindt zich het plateau Galaun op 1060 meter, alwaar zich een restaurant bevindt. Iets hoger, op 1207 meter, staat een kapelletje op een rots, Riederstein geheten. De klimming vanaf Tegernsee tot aan het Gipfelkreuz bedraagt zo’n 700 meter, hetgeen zonder pauze ongeveer twee uur in beslag neemt. Ook ’s winters is de berg relatief eenvoudig te beklimmen, zelfs zonder uitrusting. Hij vormt bijgevolg een populair doel voor recreatieve bergbeklimmers of nordic walkers. Rodelen is toegestaan, maar gebeurt op eigen risico.